# Politikåret 1885

## Händelser
- 4 mars - Grover Cleveland tillträder som USA:s president.[1]
- 23 juni - Robert Arthur Talbot efterträder William Ewart Gladstone som Storbritanniens premiärminister.[2]

### Fotnoter
1. ↑  ”United States of America” (på engelska). World Statesmen. http://www.worldstatesmen.org/United_States.html. Läst 29 juli 2015.
2. ↑  ”United Kingdom” (på engelska). World Statesmen. http://www.worldstatesmen.org/United_Kingdom.html. Läst 29 juli 2015.